# Wartburg
Wartburg (Вартбург) — з 1955 року німецький виробник автомобілів та велосипедів. Штаб-квартира розташована в місті Айзенах. У 1991 році компанію купує фірма Opel, після чого виробництво автомобілів припинилося.

## Генріх Ерхарт. Компанія Fahrzeugfabrik Eisenach
3 грудня 1896 року консорціум банків створює фірму в Айзенаху, яку назвали Fahrzeugfabrik Eisenach AG, а керувати підприємством поставили Гейнріха Ерхарта. Спочатку фірма виробляла військове спорядження, ставши другим за величиною виробником гармат після компанії «Крупп». Крім важкої артилерії, фірма стала виробляти й велосипеди, в основному для армії.
У 1898 році фірма показує в Дюссельдорфі на автомобільній фабриці свій 3-колісний прототип, який був побудований на базі 3-колісного «Де Діон», на який було встановлено 2-циліндровий 4-сильний мотор фірми «Бенц». Однак автомобіль не викликав жодного інтересу.

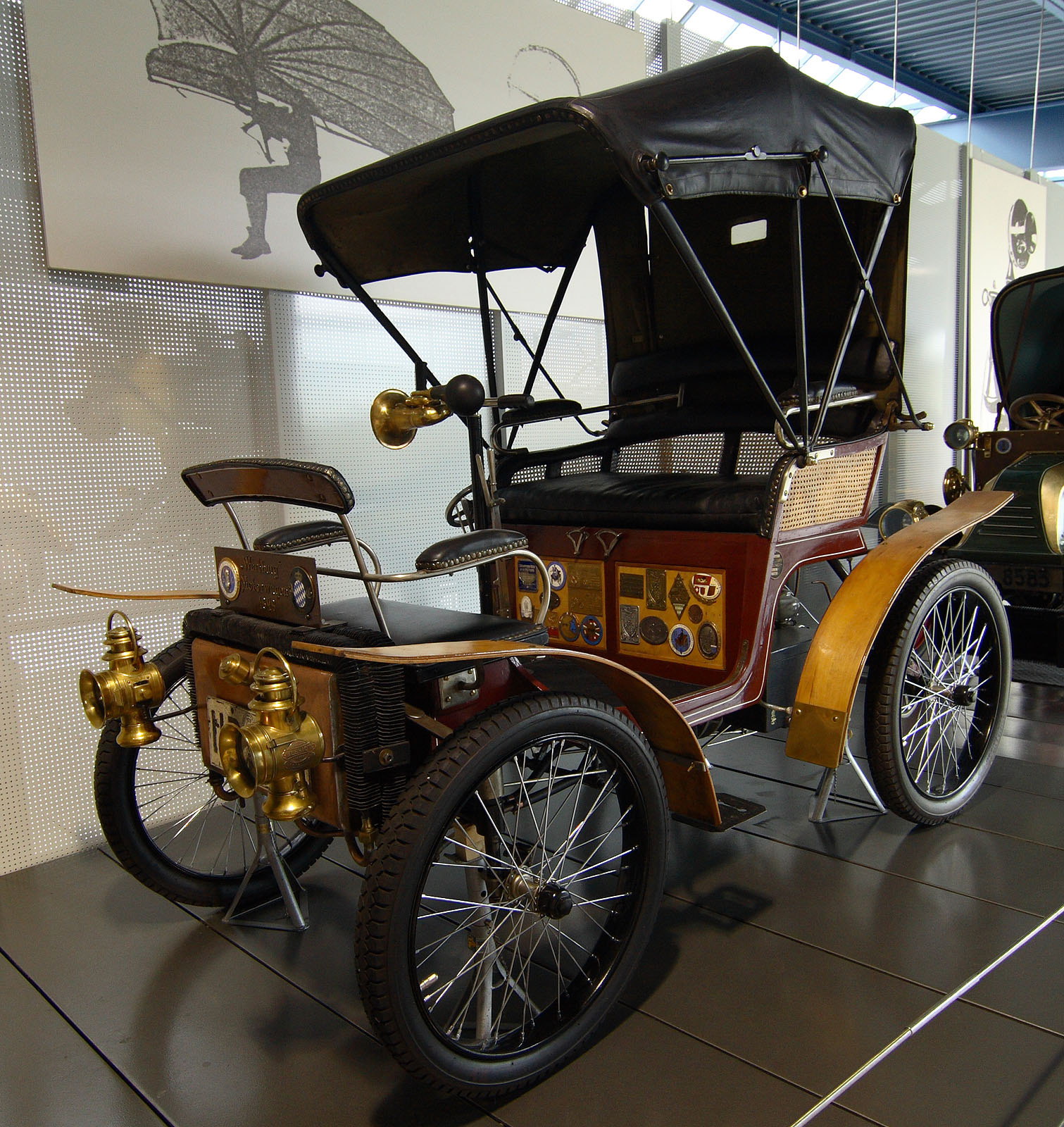
Wartburg Wagen Model 1

Відразу після виставки Ерхарт їде в країну, яка була на той момент лідером в автомобілебудуванні, а саме — до Франції. Він укладає договір з фірмою Société Decauville, і незабаром фірма починає виробництво автомобіля Wartburg Wagen Model 1. Вартбург — довколишній у Айзенаху замок, який був побудований ще в кінці 9 століття.
Автомобіль оснащувався 480-кубовим 2-циліндровим 4-сильним мотором «Де Діон». Коробка передач була 2-ступінчастою. Така машинка розганяла аж до 40 км/год. До початку століття машину модернізували, вона отримала 3-ступінчасту коробку передач і 5-сильний мотор, об'ємом 760 кубів. Ці «Вартбурги» продавалися, зокрема, у США — під маркою Cosmobile.

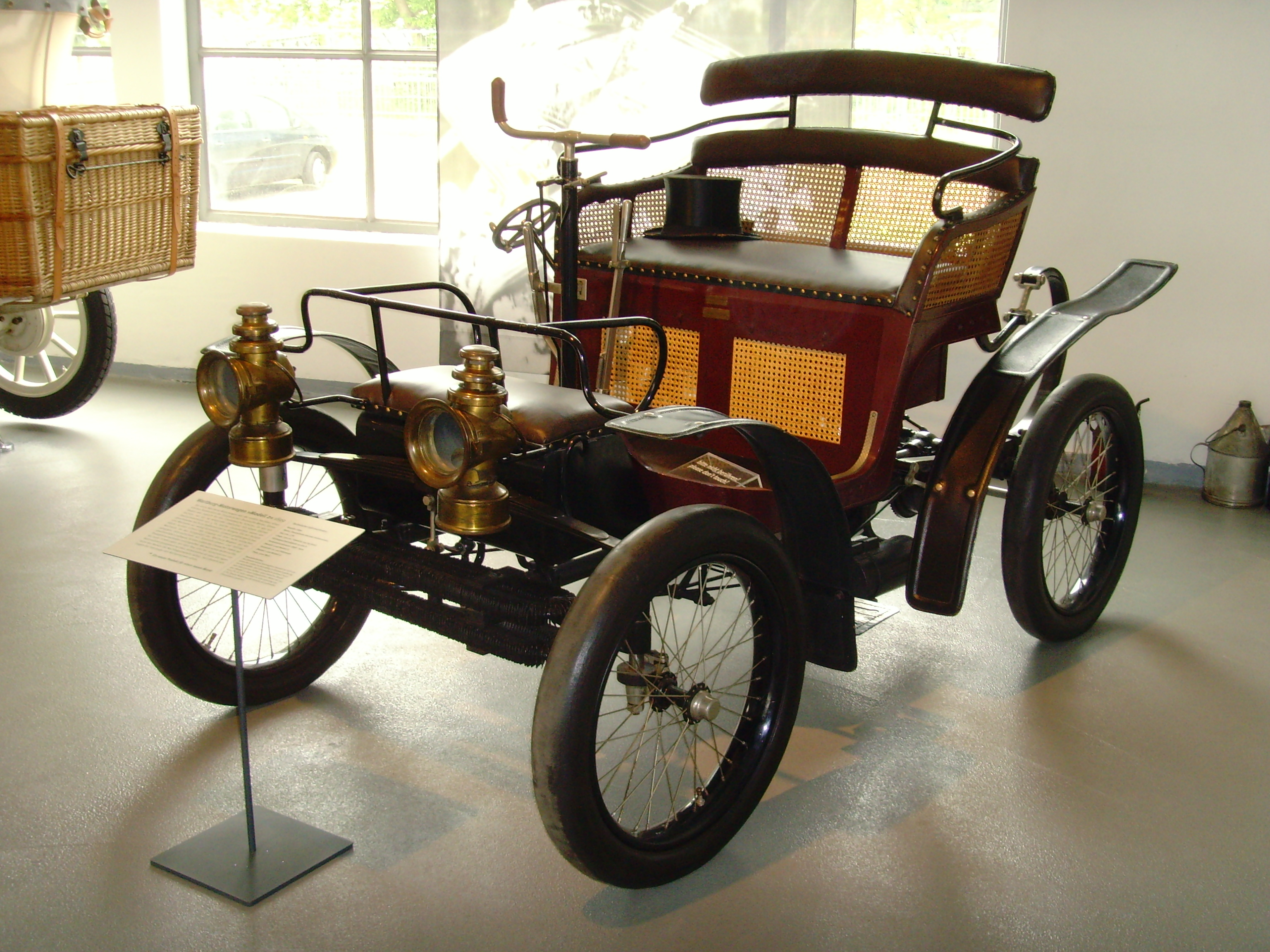
Wartburg Model 2

Друга машина з'явилася в 1902 році, цей 2-циліндровий автомобіль з мотором об'ємом 800 кубів мав потужність у 8.5 сили, кузов автомобіля кріпився до металевої рами.

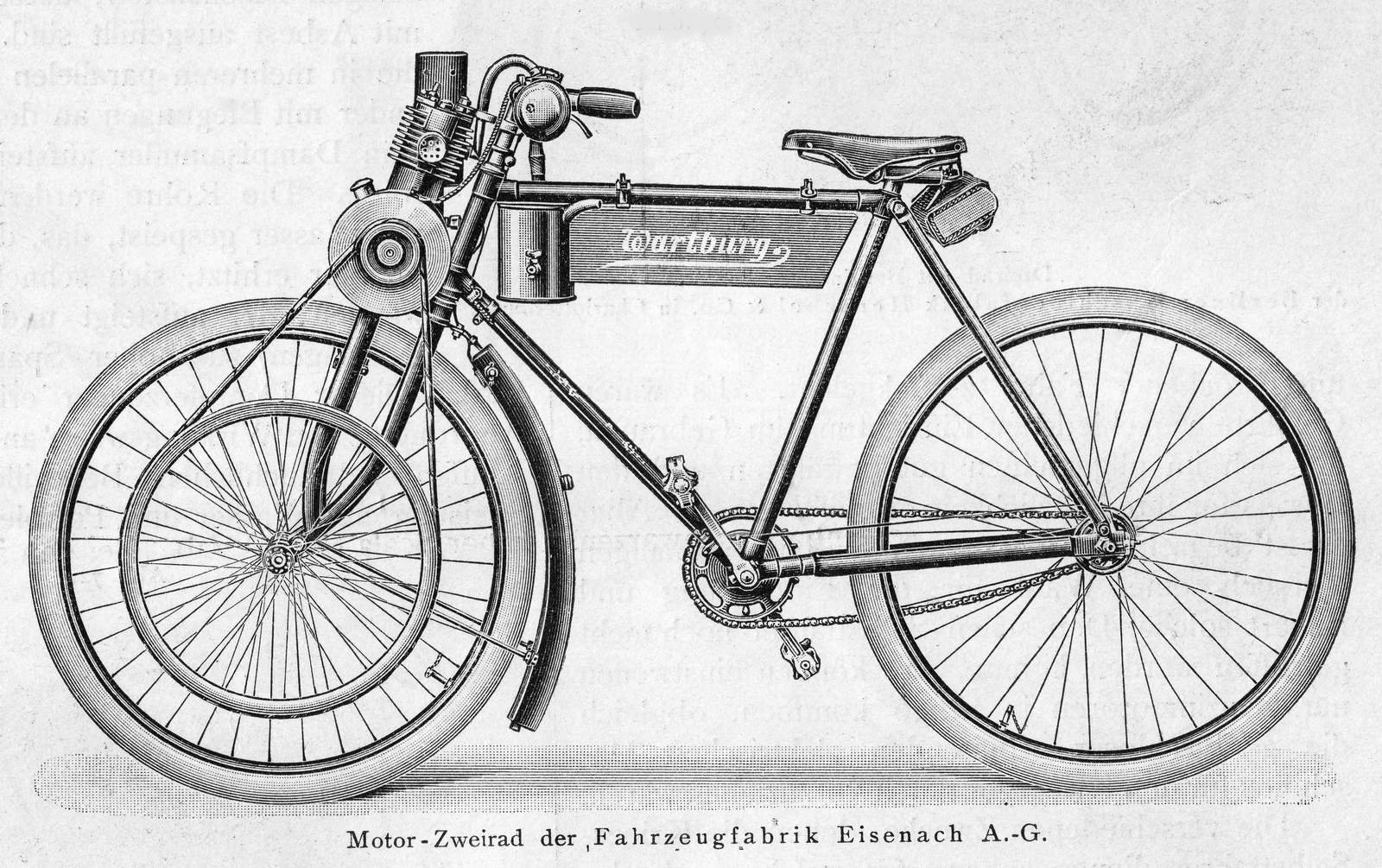
Мотоцикл Wartburg

Через рік з'являється потужна 45-сильна 3.1 л модель, на якій герцог Бірон Курляндський, барон фон Странц, берлінський дилер фірми Артур Хейманн і Фрітц Кірхайм вирушають у подорож з Айзенаха в Люксембург, а потім і в Париж. Тоді ж Фрітц Кірхайм разом з Ернстом Хаммлером будують гоночний варіант 45НР для участі в перегонах Париж— Відень.
Проте до цього часу фірма, яка за весь час випустила всього 250 автомобілів, зазнає збитків, і Ерхарта просять піти. Він іде й засновує свою фірму. Зберігши старі зв'язки з «Дековілем», Ерхарт почав випускати авто під назвою Ehrhardt-Decauville. Уже з 1906 року фірма виробляє автомобілі власної конструкції, а в 1913 році Ерхарт став першим виробником, який почав ставити на свої автомобілі гальма всіх коліс.

## Компанія Dixi
Після відходу Ерхарта марку автомобілів, які випускало підприємство, перейменували в Dixi (з латини перекладається — «Я сказав»), що мало на увазі те, що автомобілі фірми були останнім словом техніки.

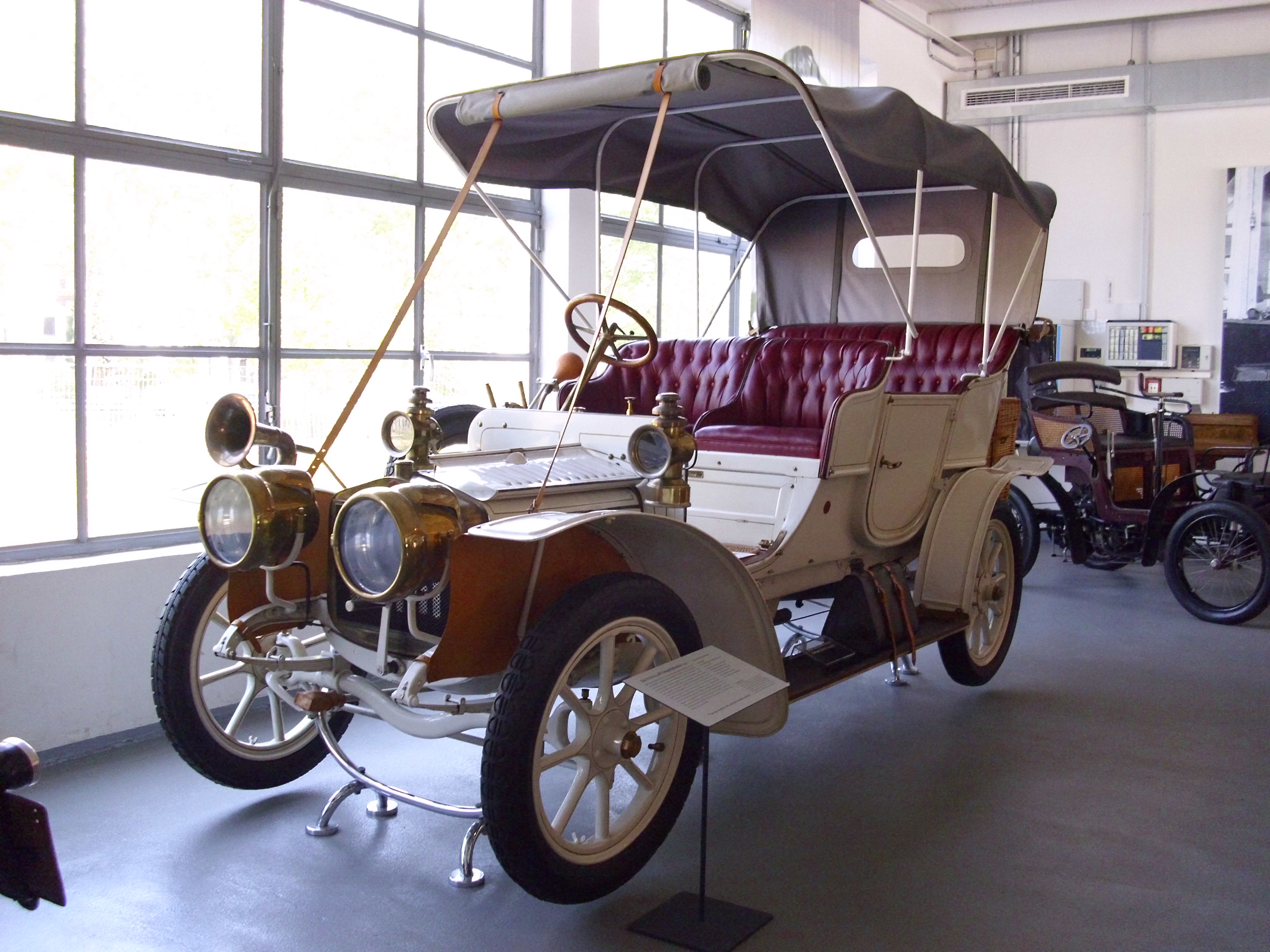
Dixi R8

Головним інженером стає Віллі Секк. Він будує 2.8 л модель S12. Її 4-циліндровий мотор потужністю 20 сил дає змогу розвивати швидкість 65 км/год.
У 1905 році з'являються автомобілі Т-серії: 1-циліндровий T7 з 1.2 л мотором, 2-циліндрові T12, Т13 і Т14 з 2.5 л мотором (відмінності цих моделей полягали в кузовах), 4-циліндрова Т24 з мотором в 4.9 л.
Крім того, розширили програму автомобілів серії S, з'явилася 2-циліндрова 1.4 л модель S6. Окрім іншого, 2.8 л модель отримала додаткові кузови і відповідно індекси — 13 і 14. Топові моделі «Діксі» експортувалися до Франції під маркою Regina і в Британію як Leander.

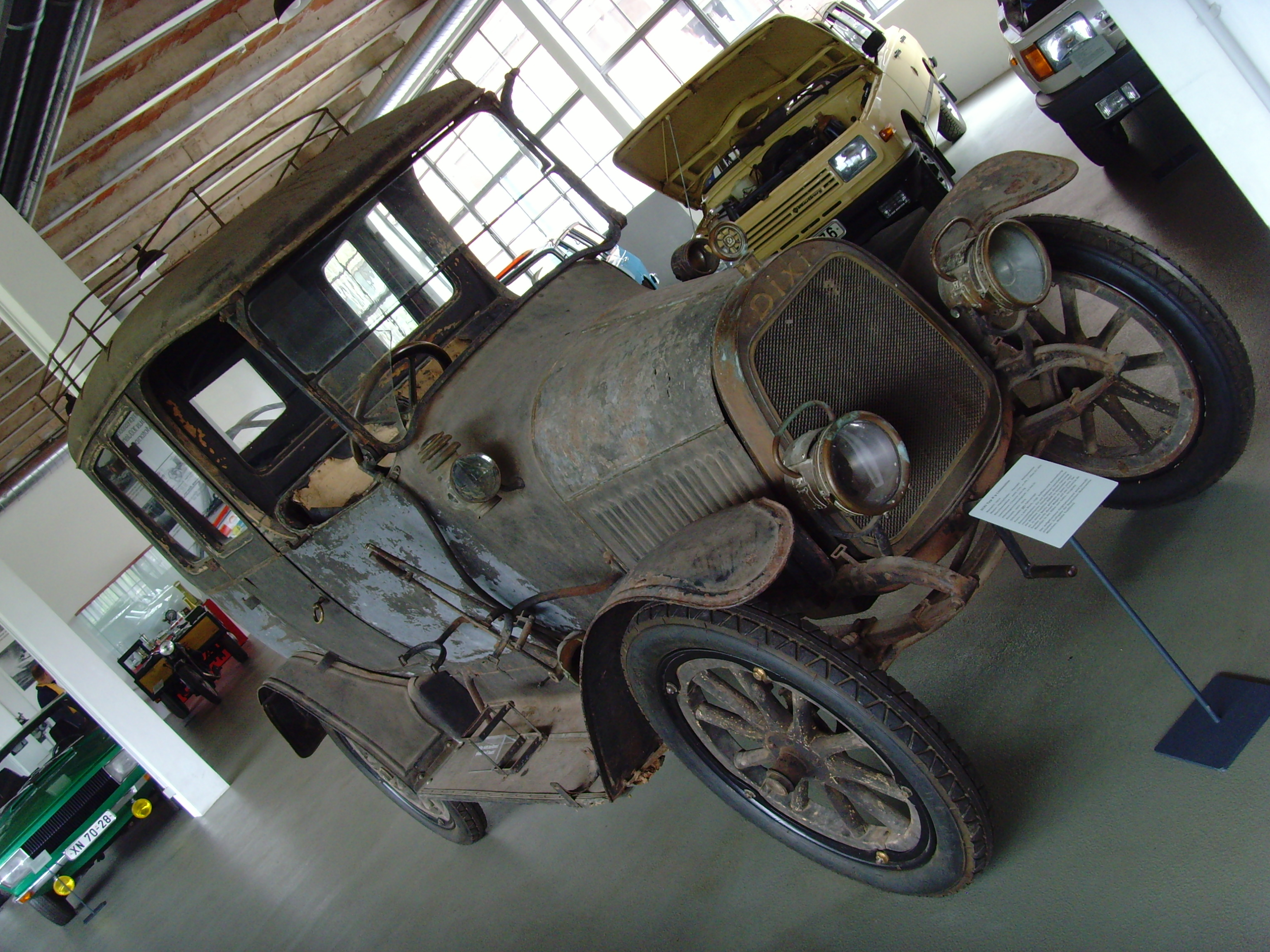
Dixi R9

У 1907 році на базі моделі Т з'являється модель U35, цей автомобіль оснащувався мотором 7.3 л, потужністю 65 сил, що дозволяло розганятися важкому великому автомобілю до 85 км/год.

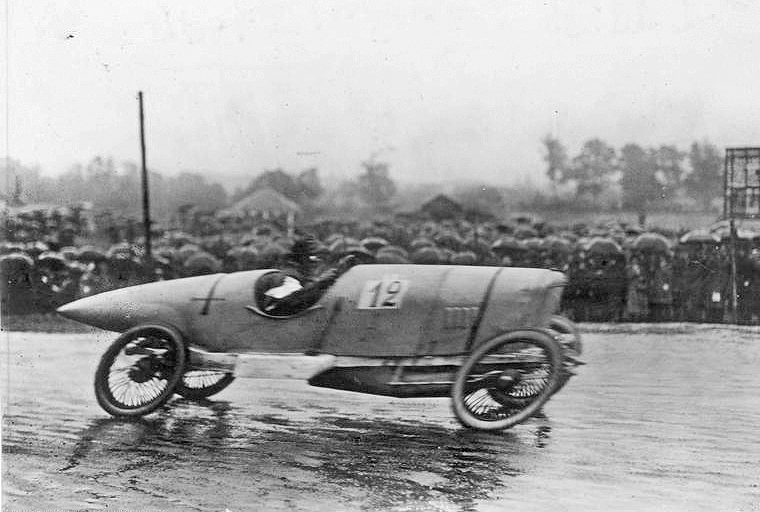
Dixi UR35 Rennwagen

Через рік на її базі будують 75-сильну спортивну версію.
Також виходить у світ перша 4-циліндрова малолітражна модель з мотором, об'ємом 1.6 л і потужністю в 16 сил — R8. У 1909 році спортивна версія цієї легкої машини посіла перше місце в перегонах у Франкфурті, розвинувши більше 100 км/год. До Першої світової з'являються моделі R9, R10, R12 і R18.

## Компанія Dixi в об'єднанні з Gothaer Waggonfabrik
Під час Першої світової фірма виготовляє вантажівки і зброю. Після Першої світової війни економіка Німеччини перебувала в повному занепаді і, щоб вижити, Fahrzeugfabrik Eisenach AG в 1921 році об'єднується з фірмою Gothaer Waggonfabrik. Завод у цей час відновлює виробництво довоєнних моделей серії R10, R12 і S16. Перші дві мали 24-сильний мотор, остання — 30-сильний. Уже через рік спортивні автомобілі модельного ряду 6/24 завойовують на гонках «Авус» 1, 2 і 4 місця. Тоді ж у серію запускається спроєктована ще під час війни серія В1 5/14НР з 1.3 л мотором. У 1923 році фірма будує модель GI 6/18 — 3.5 л 60-сильний лімузин, а через два роки — 5.8 л 70-сильну модель 6/23. Однак дорогі машини не йдуть, фірма розуміє, що треба випускати малолітражну модель, тоді проєктується модель 3/12 з 750-кубовим мотором, машину назвали Diana. Але в серію вона не запускається, оскільки немає часу на доведення, а вирішується взяти на озброєння вже відпрацьовану конструкцію, і фірма повертається до того, з чого починала свою кар'єру, а саме — до покупки ліцензії. Нею стала Austin Seven.

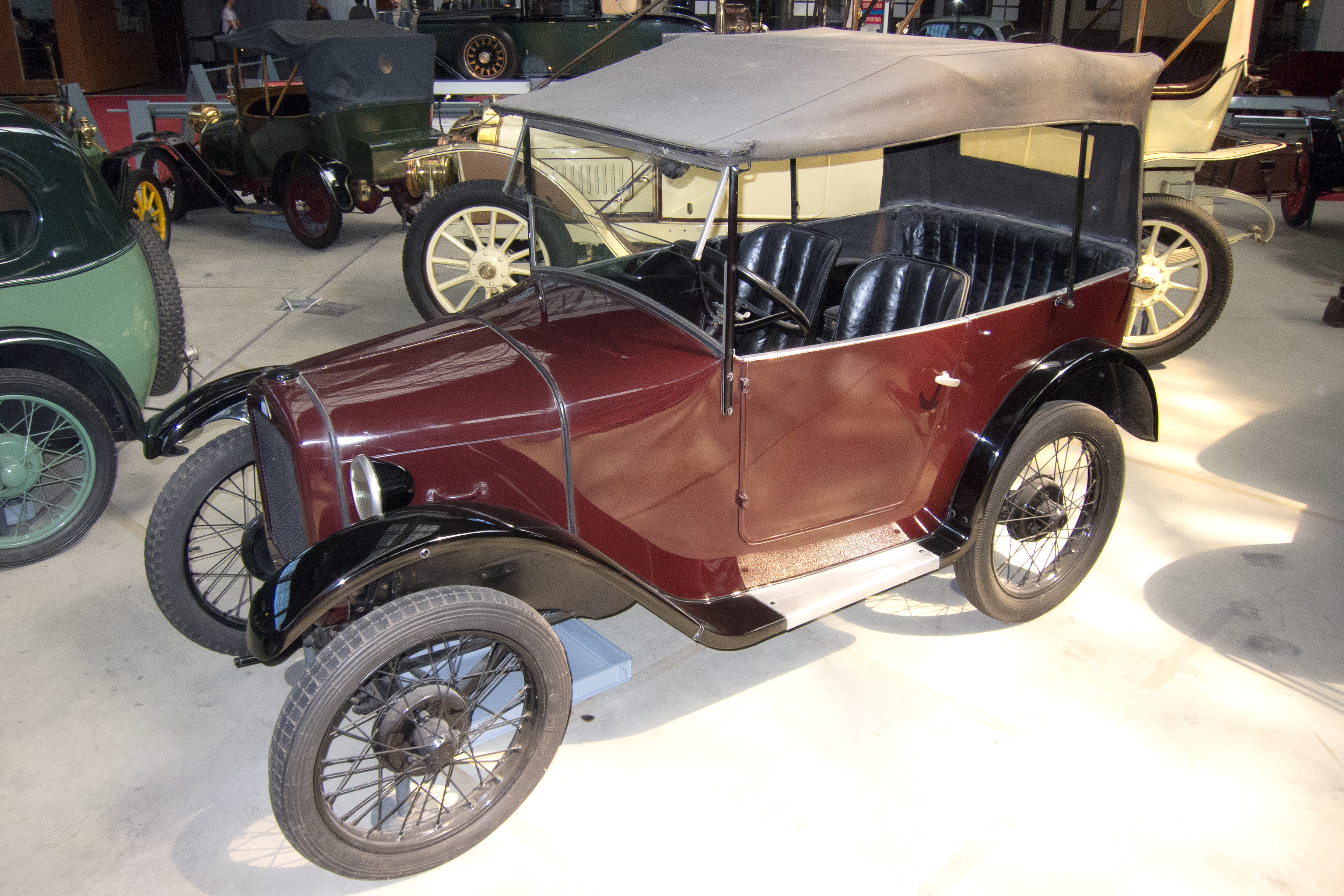
Dixi DA1

У грудні 1927 року розпочався випускатися Dixi DA1.

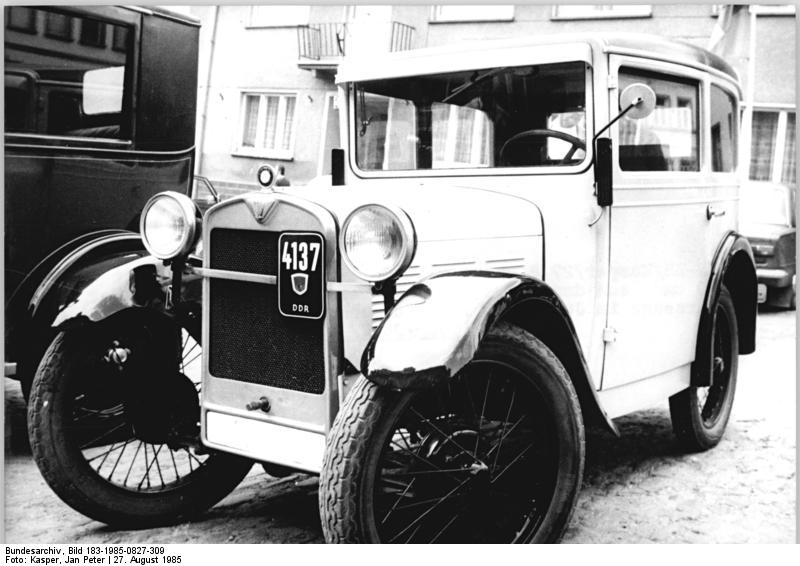
Dixi 9/40 Cyklon

Автомобіль оснащувався 750-кубовим 15-сильним мотором, але встигнули продати до листопада 1928 року 9300 автомобілів цієї серії, що випускалися паралельно з більш дорогими 9/40, 6т-циліндровою 2.3 л моделлю.

## Компанія Dixi в складі компанії BMW

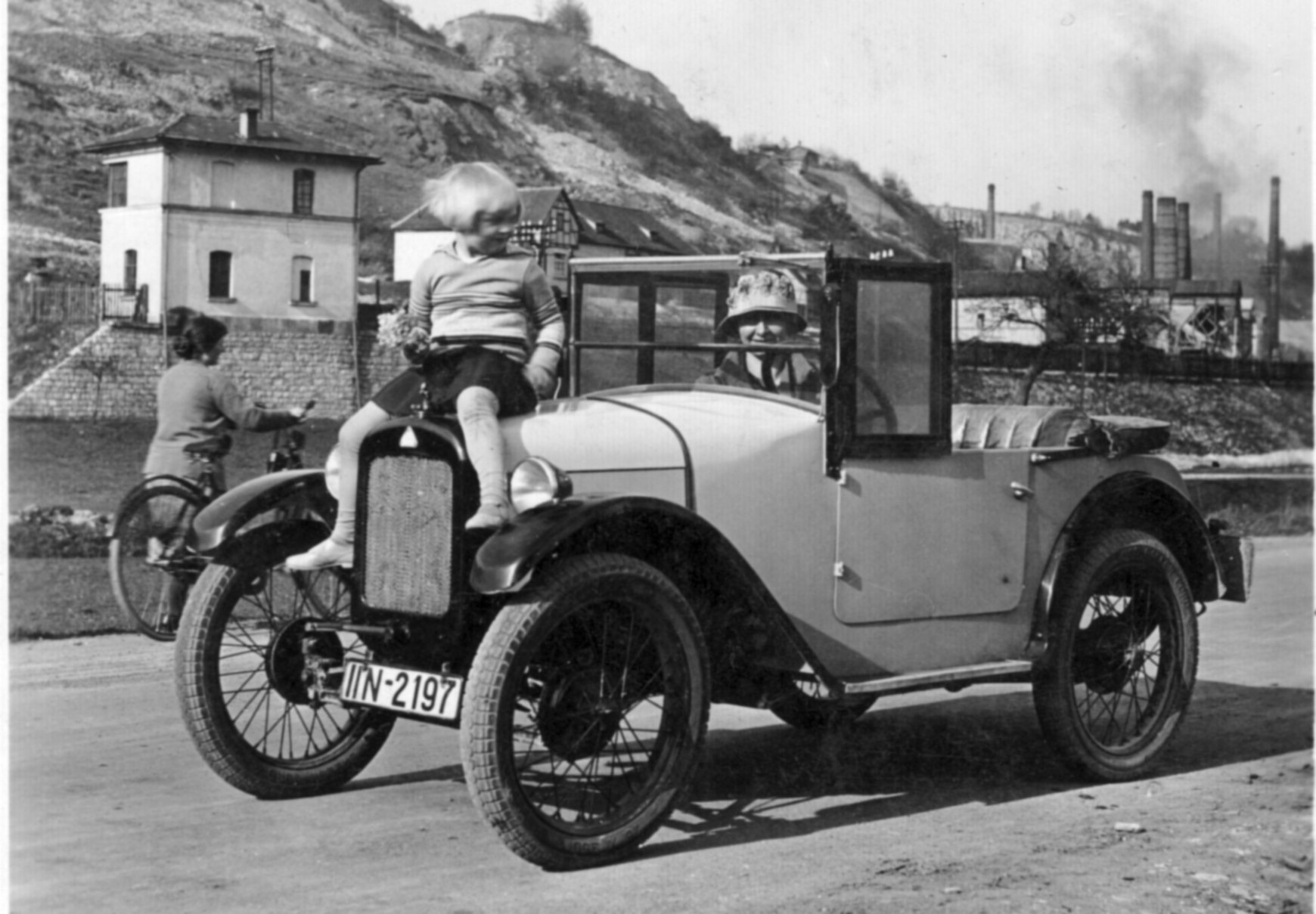
BMW 3/15 DA3 Wartburg

У листопаді 1929 фірма BMW, яка на той момент була мотоциклетною і авіамоторобудівною, купує фірму, що виробляє автомобілі «Діксі» і літаки «Готха». Автомобілі стали носити ім'я BMW-Dixi, проте вже в 1929 році приставка «Діксі» кане в історію. Тоді ж машину трохи модернізують, машина отримує гальма всіх коліс, інше передавальне відношення в мосту та інші колеса, разом з цим машина отримує найменування BMW 3/15 DA2. Через рік з'являється спортивна версія автомобіля, яке отримує в позначенні моделі старе найменування — «Вартбург».
Однак спортивна версія 3/15, яка мала кузов Боат-тейл, виявилася занадто дорогою, і випустивши до 1931 року всього 150 машин, їх знімають з виробництва. У тому ж 1931 році з'являється 4-те покоління автомобілів з передньою незалежною підвіскою. У 1932 році ліцензія, куплена у фірми «Остін», спливає, оскільки до цього часу випущено 25000 авто.
Але фірма на основі «остіновської» моделі розробляє свою, серії АМ. Автомобілі цієї серії отримують незалежну підвіску всіх коліс (розроблена Йозефом Ганцем). Мотор отримує верхньоклапанну головку, сам об'єм доведений до 800 кубів, потужність дорівнює 20 силам. Машина отримує індекс 3/20.

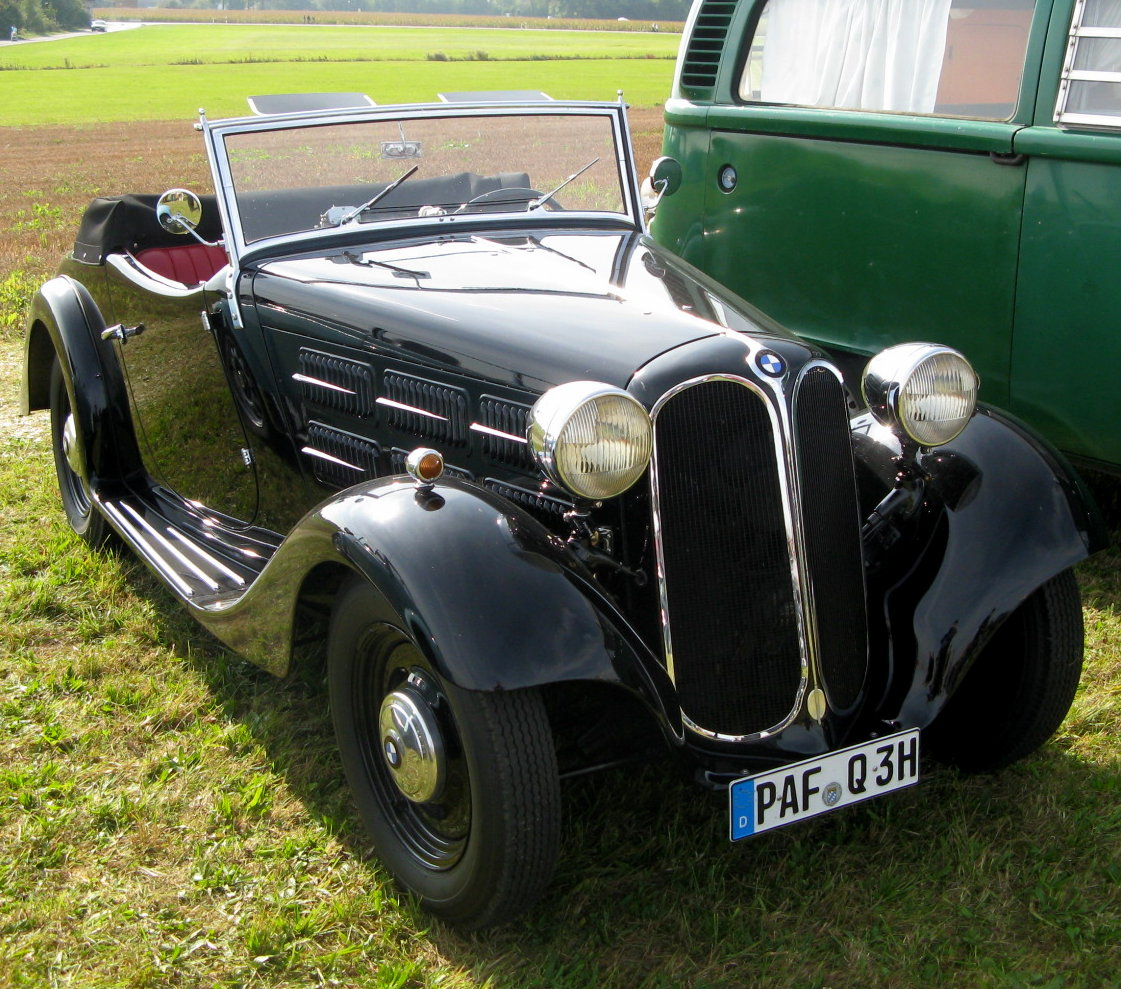
BMW 303

Через рік з'являється 6-циліндрова модель 303. Її мотор був отриманий шляхом додавання 2-х циліндрів до мотора 3/20. Об'єм 1.2 л розвивав 30 сил. Конструктором автомобіля був Рудольф Шляйхтер, на авто застосували передню незалежну підвіску, задня була залежною, саме з цієї машини з'явилися знамениті баварські «ніздрі».
Незабаром з'являються знамениті автомобілі, які ніякого відношення не мали до мюнхенського заводу, оскільки в Мюнхені випускалися тільки мотоцикли. Це були моделі 315, 319, 320/321, 326, 327 і 328, 329 і 335. Виробництво легкових автомобілів зупинилося в 1942 році, оскільки завод переключився на виробництво мотоциклів для Вермахту, позашляховиків, які були розроблені фірмою «Штевер», і авіаційних двигунів.
Після Другої світової американці передали область Тюрингію під владу Радянської військової адміністрації в Німеччині (під керівництвом Жукова). У листопаді 1945 року завод відновлює виробництво довоєнних моделей 321, 326 і військових позашляховиків 325. А в вересні 1946 року підприємство отримує нову назву — Sowjetische AG Maschinenbau Awtowelo, Werk BMW Eisenach (АТ Радянське машинобудівне підприємство «Автовело», завод «БМВ» в Айзенаху). У 1948 році Жукову показують нову модель, яка отримує індекс 340. Автомобіль побудований на базі довоєнного 326. 2-літровий 6-циліндровий мотор форсований до 55 сил (у 326 було 50 к.с.), коробка передач 4-ступенева. Основа кузова була від передвоєнної моделі, але передок і задня частина були новими, передок втратив 2 «ніздрі», і був оформлений за типом «Пежо 403», який якраз дебютував за недовго до цього. Задня частина була інспірована американськими автомобілями і отримала багажник. У базі машина йшла з інструментами, домкратом, аптечкою та набором камер для покришок. Перші моделі мали салон, ідентичний 326-му. До речі, в Британії починається виробництво близьких 326-му автомобілів марки «Брістоль».

## Компанія Eisenacher Motorenwerk (EMW)

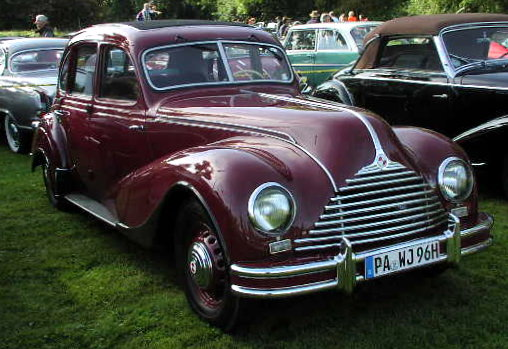
EMW 340

Однак в 1952 році мюнхенське відділення налагоджує виробництво першого автомобіля, яким стає «БМВ 501». Керівництво фірми «БМВ» бажає дистанціювати автомобілі, вироблені під однією маркою, але різними заводами, а радянське керівництво якраз передає завод уряду НДР, 1 липня 1952 завод перейменовують в Eisenacher Motorenwerk (EMW). Автомобілі отримують емблему, схожу на емблему «БМВ», синій фон значка міняють на комуністичний — червоний.
Автомобіль злегка модернізують (наприклад, передні сидіння стають роздільними), і він отримує індекс 340-2, також з'являється універсал 340-4, модель 327 називається тепер «ЕМВ 327-3».

## Компанія VEB Automobilwerk Eisenach

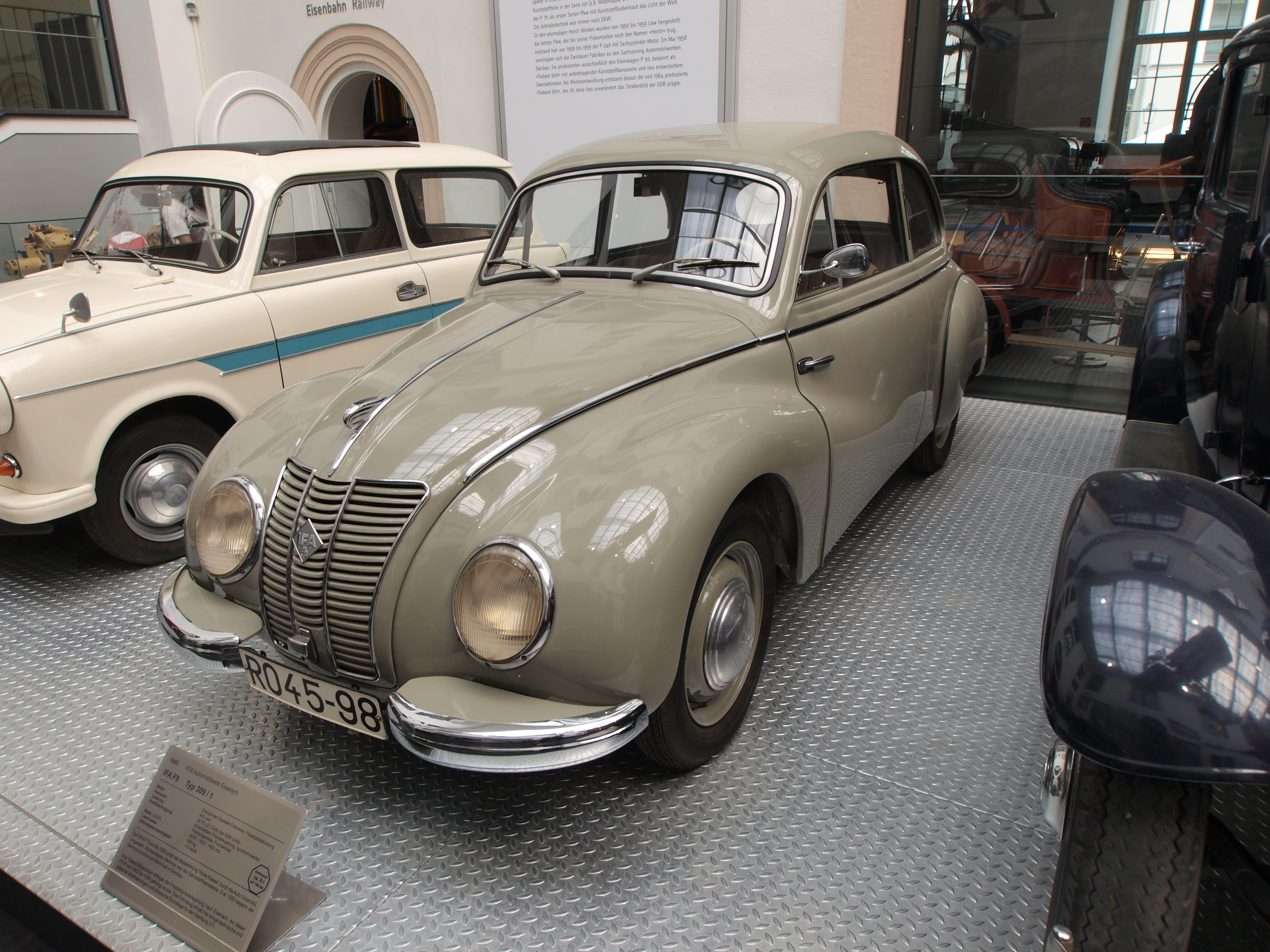
IFA 309

У 1953 році завод перейменовують в VEB Automobilwerk Eisenach. А через 2 роки припиняють виробництво автомобілів, які ведуть родовід з марки «БМВ». Замість них починають виробляти автомобіль, який передали з колишнього заводу Horch, а нині — IFA. Машина отримала назву IFA 309, вона вела родовід з прототипу фірми DKW — F9, який повинен був змінити «ДКВ Ф8» ще в 1940 році. Це був автомобіль з принципово іншою концепцією: мотор був 2-тактним 3-циліндровим, об'ємом 900 кубів і потужністю 30 сил, привід — на передні колеса, коробка передач — 4-ступенева. Кузов автомобіля був перероблений в порівнянні з прототипом «Ф9».

## Заснування компанії Wartburg. Початок виробництва автомобілів

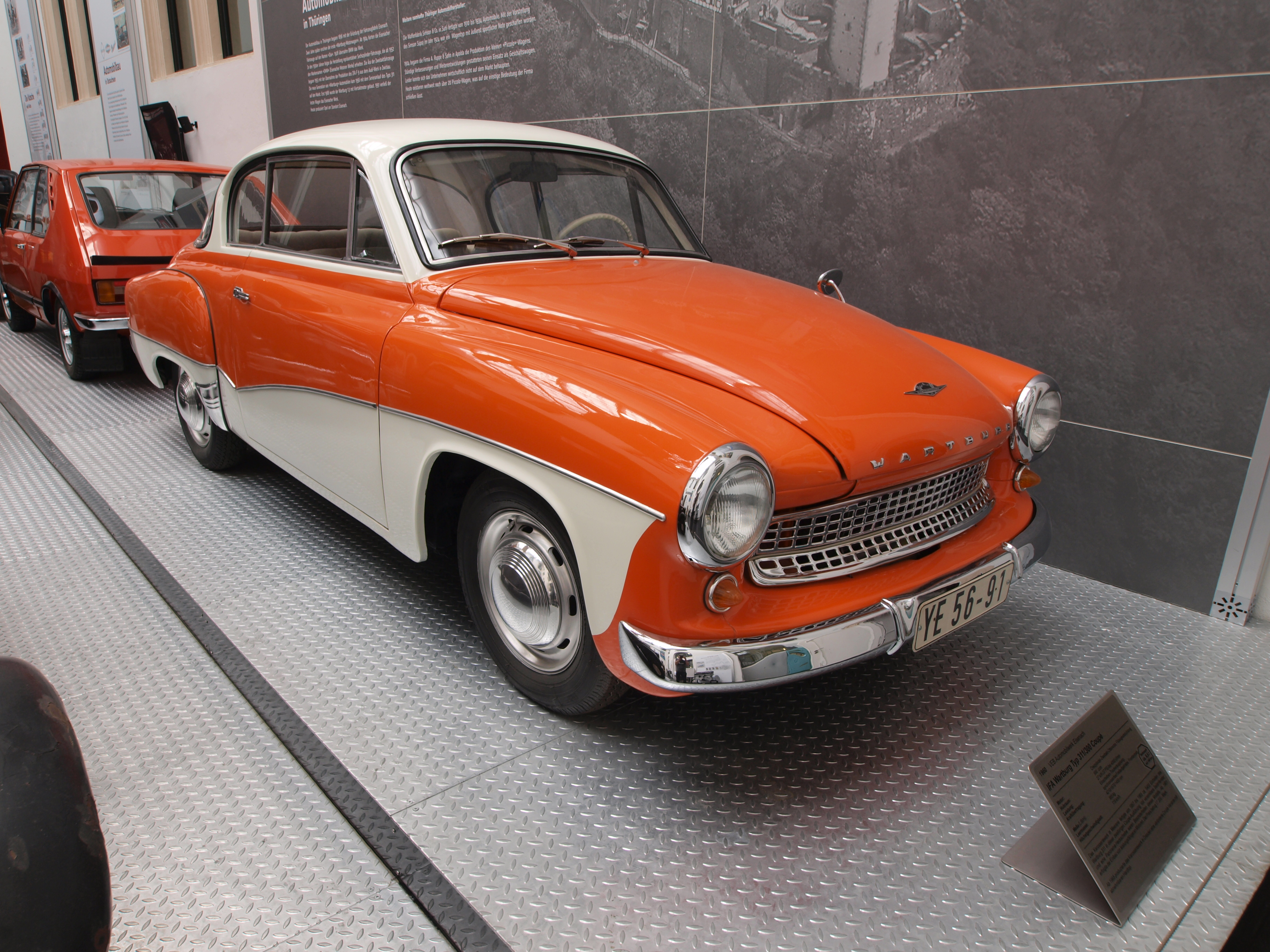
Wartburg 311—300 Hardtop-Coupe

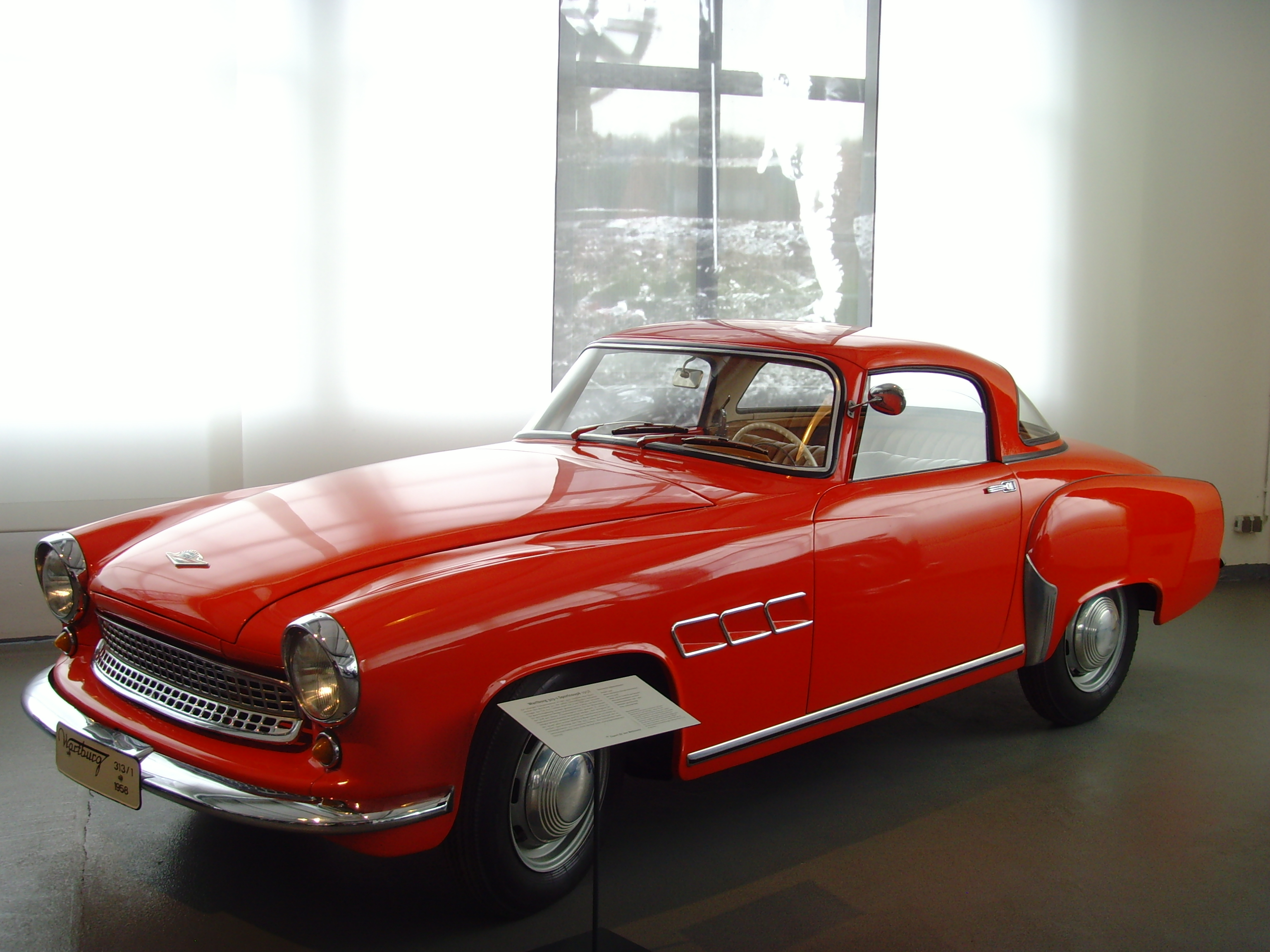
Wartburg 313/1

У 1955 році з'являється вдосконалений автомобіль, який отримує торгову назву «Вартбург». Це був 900-кубовий «Вартбург 311». Автомобіль випускався з надзвичайно великою різноманітністю кузовів: 4-дверний седан, кабріолет, універсал з 5-ма і 3-ма дверима, кюбельваген для армії, пікап, хардтоп-купе і навіть родстер, який отримав індекс 313.

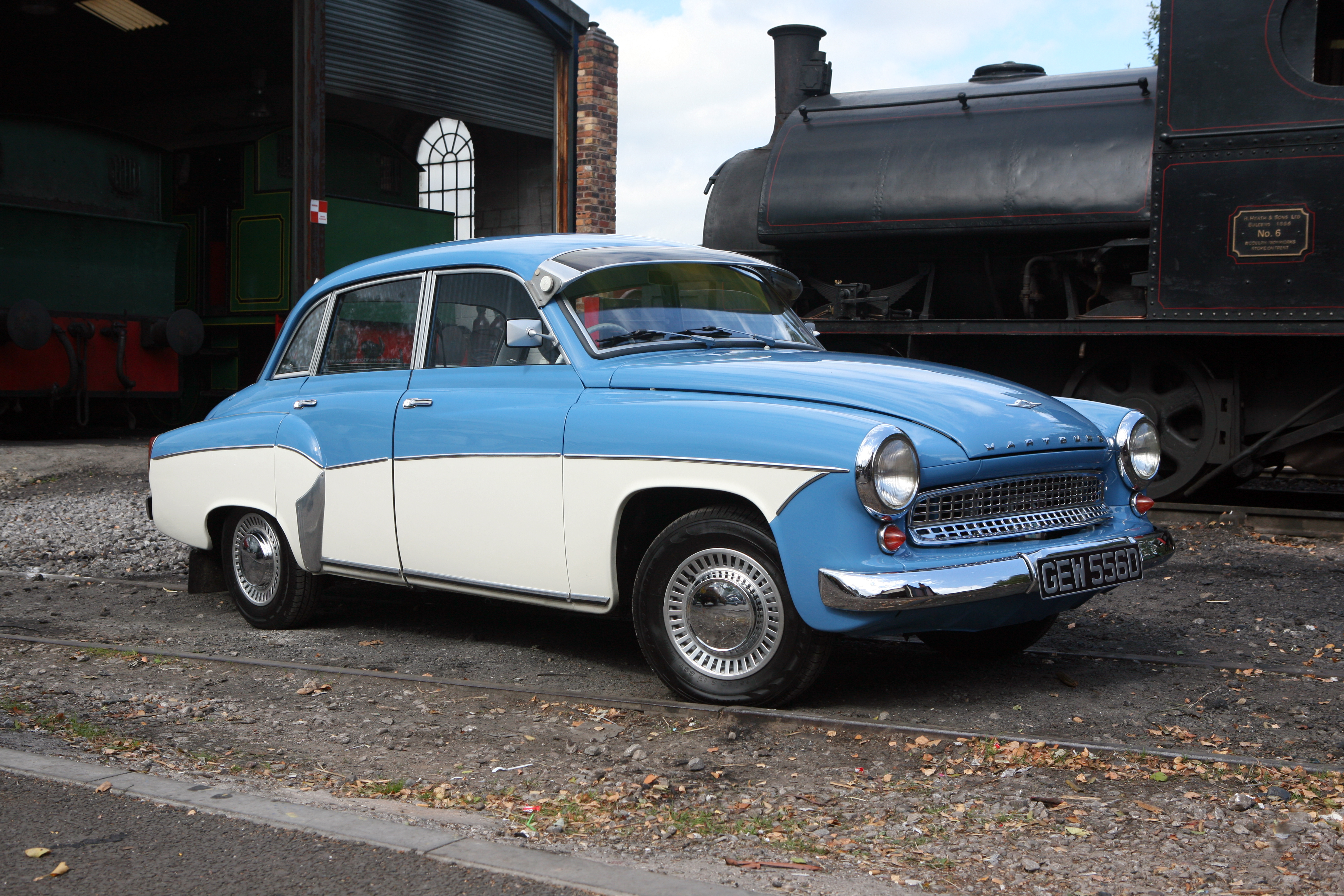
Wartburg 312

У 1962 році машина отримала 1 л мотор, потужністю в 45 к.с., але кількість кузовів обмежили до седана, універсала і купе-хардтоп.
На експортні ринки машина йшла під ім'ям «Вартбург 1000».
Через 4 роки з'являється «нове» покоління автомобілів, які отримали індекс 353. Машина мала коробчатий, сучасний для того часу кузов, що не дивно, оскільки дизайн розробила фірма «Мікелотті».

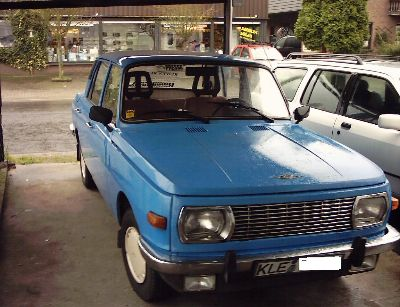
Wartburg 353

Мотор був літровим, доведеним до 50 сил, коробка передач була все тією ж 4-ступінчастою, але з синхронізаторами всіх передач, до речі, цю машину можна було замовити і з автоматичним зчепленням «Гікомат».
Машина випускалася з кузовом седан і у військовій версії «кюбельваген».
У 1974 році Велика Британія посилила нормативи вихлопу, і двотактний мотор, в якому масло змішувалося з бензином в камері згоряння і вихлоп від такої суміші був сизого кольору, став непрохідним на британський ринок, до речі, в Західній Європі машина продавалася як Wartburg Knight.

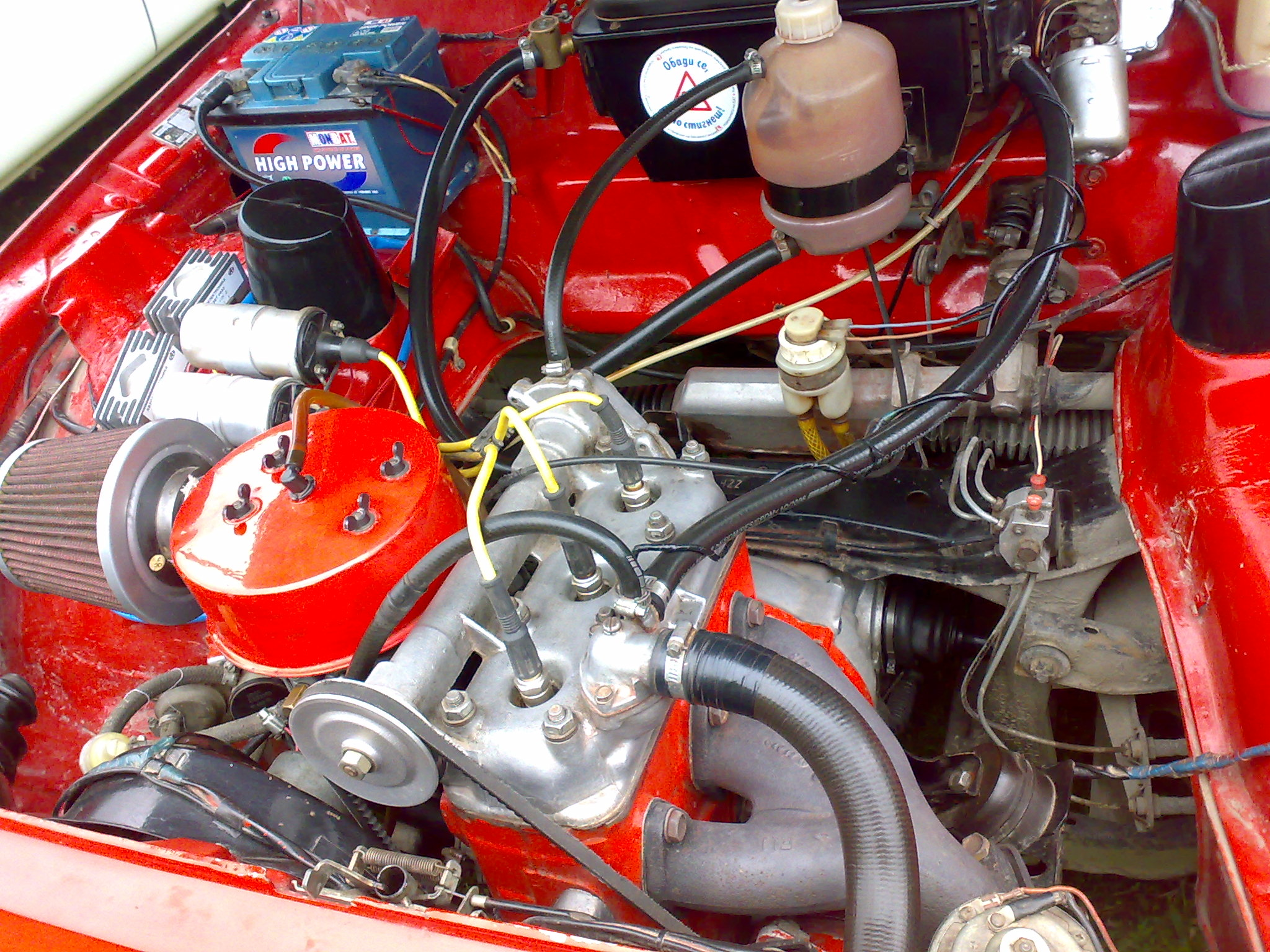
Двигун Wartburg 353

Завод представив прототип «Вартбург 360».
Дизайн автомобіля нагадував «Шкоду», мотор, до речі, був 4-тактний від «Шкоди», об'ємом 1.3 л, який встановили спереду, але машина в серію не пішла через брак фінансів. Кузов автомобіля був несучим, в той час як із заводу серійно сходили рамні автомобілі.

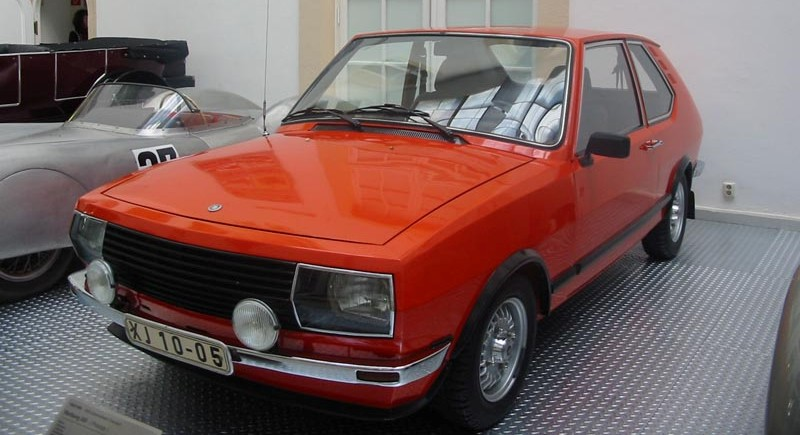
Wartburg 355

Наступна спроба була зроблена в 1977 році, коли чиновниками показали модель 355.

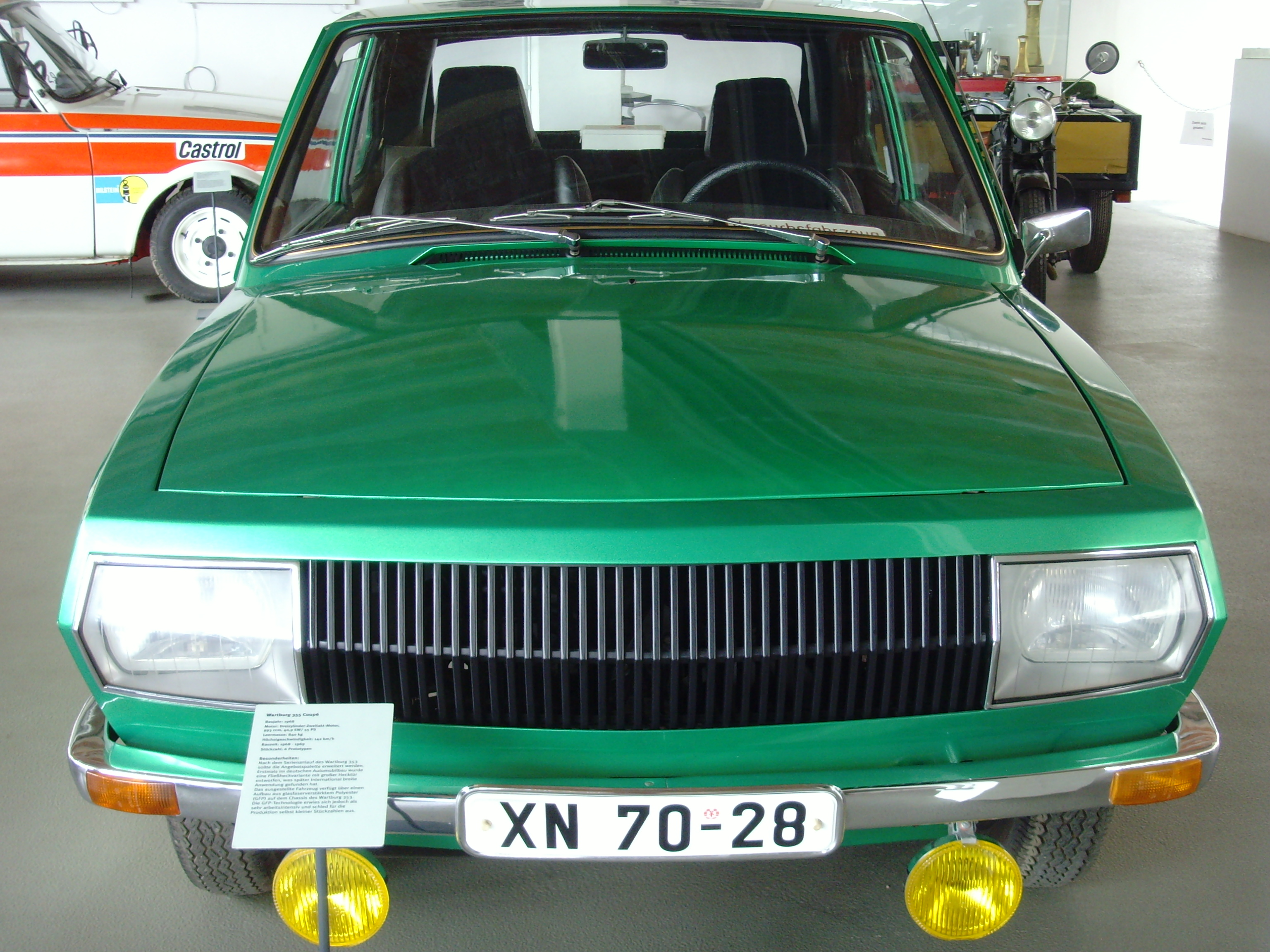
Wartburg 355

Це була модель з пластиковим кузовом і мотором «Рено», але і цей варіант не отримав фінансування, так само, як і проект 1979 року — 610М, який був, по суті, модернізованим румунським Dacia R12.
У 1977 році серійна модель отримує додаткові кузови — універсал і пікап, універсал називається Wartburg 353W Tourist, пікап називається Trans. У 1985 році машина отримує оновлення — потужність мотора доведена до 55 сил, а кузов тепер комплектується пластиковими бамперами, пластиковою решіткою радіатора і т. д. Машина отримує літеру S у кінці цифрового позначення.
У жовтні 1988 року машини отримують сучасний чотиритактний мотор фірми «Фольксваген», який використовується на автомобілях моделі «Поло». Це був 1.3 л 64-сильний агрегат, машину називають Wartburg 1300 або 1.3, залежно від ринку збуту.

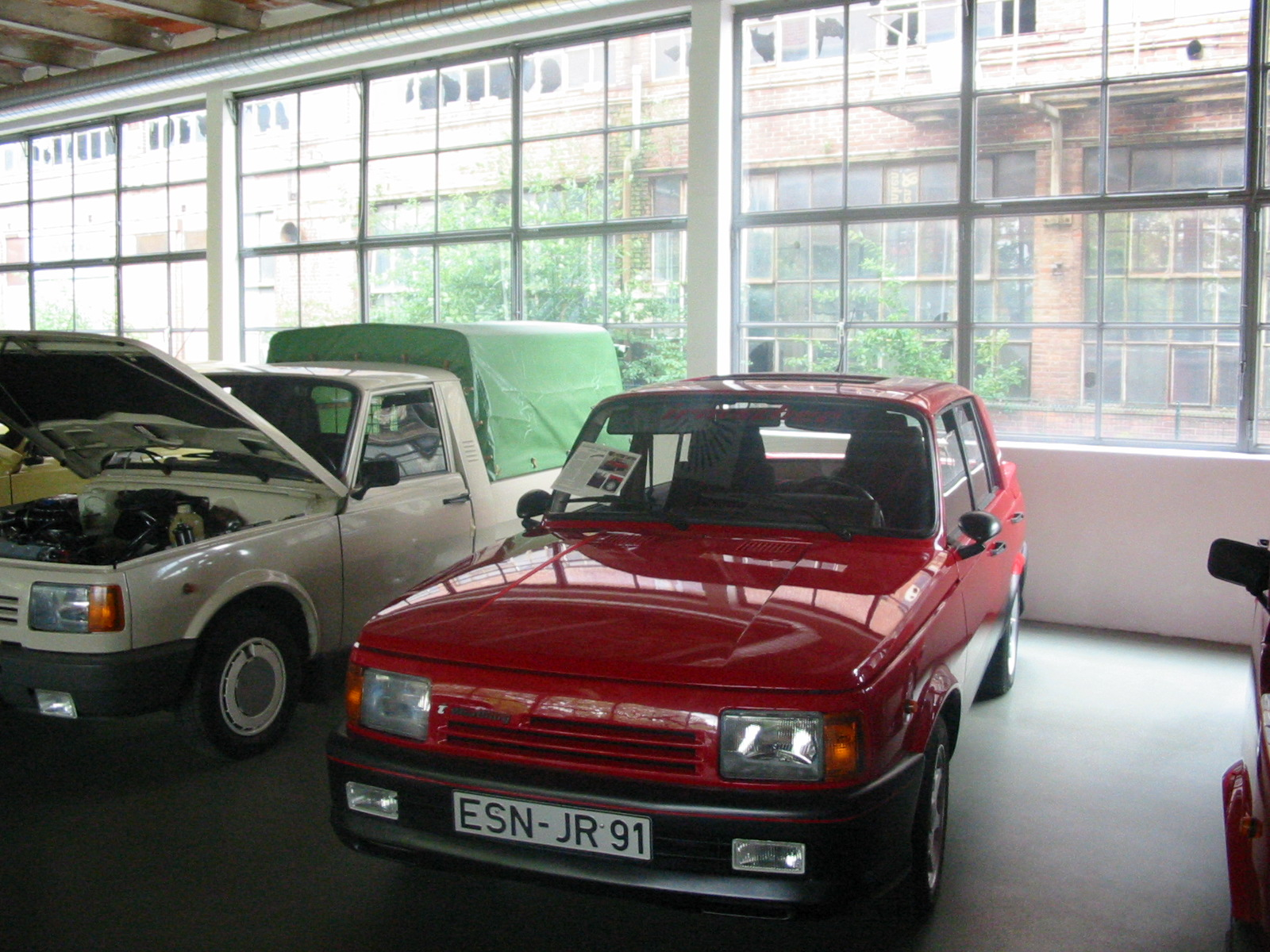
Wartburg 1.3 Irmscher

У 1990 році відбувається агонічна спроба поліпшити модель — фірма спільно з тюнінг-ательє «Ірмшер» розробляють пакет змін — нові бампери, пластикові накладки на боковини, сидіння «Рекаро», аналогічні «Опель Кадету», кермо «Ірмшер» і литі диски. Проте в серію автомобіль не пішов — можна було лише замовити кермо і диски як у прототипа.

## Компанія Wartburg у складі компанії Opel. Припинення виробництва автомобілів. Закриття компанії
У квітні 1991 року підприємство було викуплено фірмою «Опель», і виробництво автомобілів марки «Вартбург» було припинено. Можливо, якби керівництво країни знайшло свого часу гроші на проєкт Р760, який вівся спільно з фірмою «Шкода», то, може, у третього по старості німецького автомобільного заводу була б інша доля, як, наприклад, у «Шкоди», яка змогла таки запустити проект Р760 в 1987 році в серію як «Шкода Фаворит», з якої потім народилася «Феліція».

## Список автомобілів Dixi
- 1904 — Dixi S12
- 1905 — Dixi T7
  - Dixi T12
  - Dixi T13
  - Dixi T14
  - Dixi T24
  - Dixi S6
  - Dixi S13
  - Dixi S14
- 1907 — Dixi U35
  - Dixi R8
- 1912 — Dixi R9
  - Dixi R10
  - Dixi R12
  - Dixi R18
- 1921 — Dixi R16
- 1922 — Dixi B1
- 1923 — Dixi GI
- 1925 — Dixi 6/23
- 1927 — Dixi DA1
  - Dixi 9/40

## Список автомобілів Wartburg
- 1898 — Wartburg Wagen Model 1
- 1902 — Wartburg Model 2
- 1903 — Wartburg 45HP
- 1955 — Wartburg 311
  - Wartburg 313
- 1962 — Wartburg 312
- 1966 — Wartburg 353
- 1988 — Wartburg 1.3